# Кортдейл (Пенсільванія)
Кортдейл (англ. Courtdale) — місто (англ. borough) в США, в окрузі Лузерн штату Пенсільванія. Населення — 689 осіб (2020).

## Географія
Кортдейл розташований за координатами 41°17′5″ пн. ш. 75°54′51″ зх. д. / 41.28472° пн. ш. 75.91417° зх. д. (41.284829, -75.914192).  За даними Бюро перепису населення США в 2010 році місто мало площу 2,61 км², уся площа — суходіл.

## Демографія
Згідно з переписом 2010 року, у селищі мешкали 732 особи в 311 домогосподарстві у складі 203 родин. Густота населення становила 281 особа/км².  Було 324 помешкання (124/км²).
Расовий склад населення:
| - 99,0 % — білих - 0,3 % — чорних або афроамериканців |

До двох чи більше рас належало 0,7 %. Частка іспаномовних становила 1,2 % від усіх жителів.
За віковим діапазоном населення розподілялося таким чином: 16,3 % — особи молодші 18 років, 63,3 % — особи у віці 18—64 років, 20,4 % — особи у віці 65 років та старші. Медіана віку мешканця становила 45,8 року. На 100 осіб жіночої статі у селищі припадало 93,1 чоловіків;  на 100 жінок у віці від 18 років та старших — 93,4 чоловіків також старших 18 років.
Середній дохід на одне домашнє господарство  становив 54 606 доларів США (медіана — 51 136), а середній дохід на одну сім'ю — 65 527 доларів (медіана — 56 500). Медіана доходів становила 39 375 доларів для чоловіків та 31 250 доларів для жінок. За межею бідності перебувало 7,6 % осіб, у тому числі 9,8 % дітей у віці до 18 років та 13,5 % осіб у віці 65 років та старших.
Цивільне працевлаштоване населення становило 380 осіб. Основні галузі зайнятості: роздрібна торгівля — 21,1 %, освіта, охорона здоров'я та соціальна допомога — 17,4 %, виробництво — 13,2 %, фінанси, страхування та нерухомість — 9,7 %.